# Lasse Lührs
Lasse Lührs (* 16. Mai 1996) ist ein deutscher Triathlet. Er ist Junioreneuropameister Triathlon (2015), zweifacher deutscher Meister auf der Triathlon-Sprintdistanz (2018, 2022) und Olympiasieger Mixed Relay (2024).

## Werdegang
Lasse Lührs betreibt Triathlon seit 2010.
Im Juni 2014 wurde er bei der Triathlon-Europameisterschaft im österreichischen Kitzbühel im Teamsprint mit dem deutschen Team (mit Laura Lindemann, Lena Meißner und Valentin Wernz) Junioreneuropameister. Im Juli 2015 wurde er in Genf Triathlon-Europameister der Junioren.
In der ITU World Championship Series 2017 (Weltrangliste 2017) belegte er als zweitbester Deutscher hinter Justus Nieschlag (Rang 37) den 78. Rang. 2018 wurde er als einer von acht Athleten in den Perspektivkader (PK) der Deutschen Triathlon Union (DTU) aufgenommen.

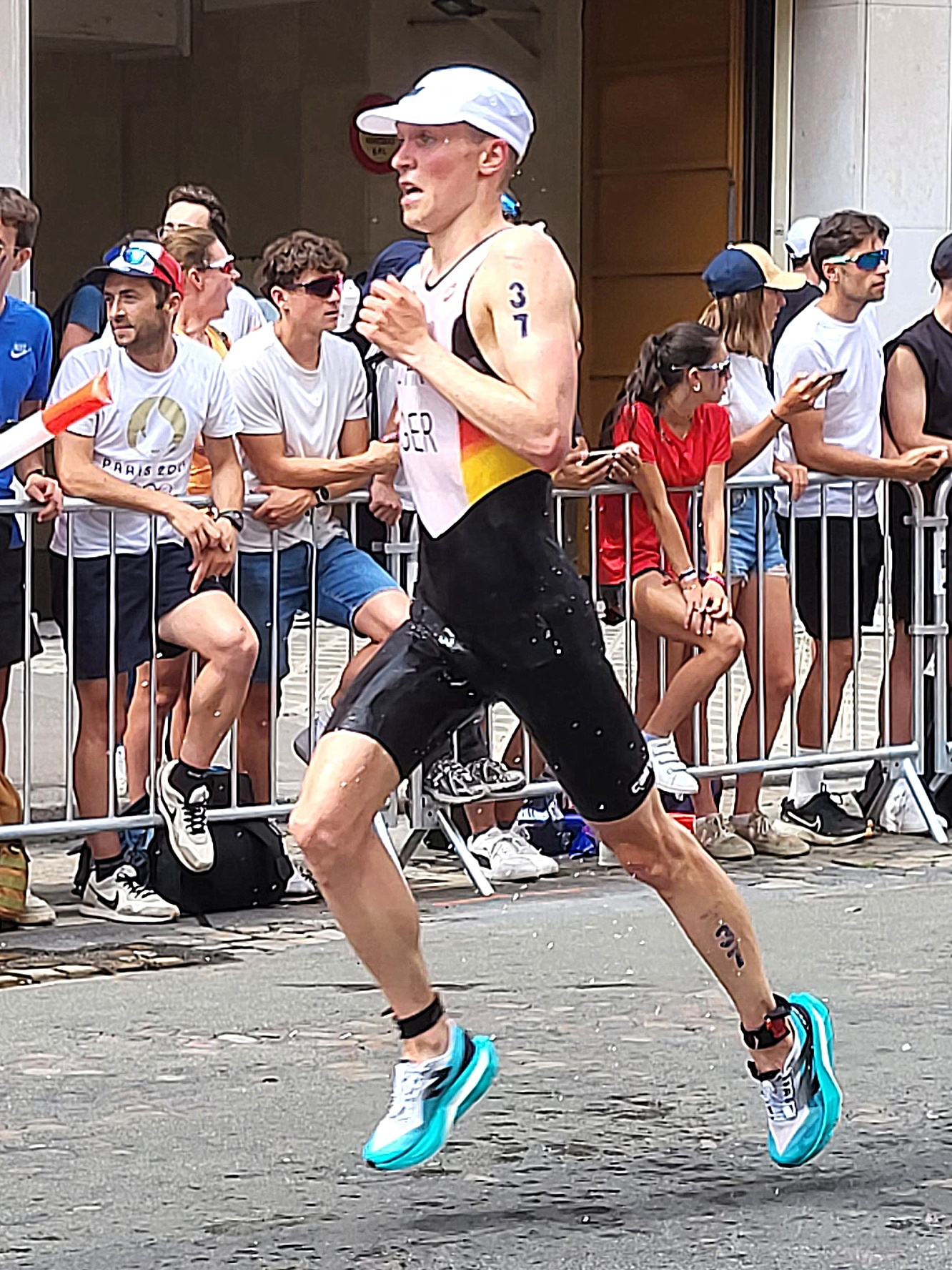
Lasse Lührs im Rennen der Männer bei den Olympischen Sommerspielen im Juli 2024 in Paris

Im Juni 2021 wurde er in der deutschen Staffel Vizeeuropameister auf der Triathlon-Sprintdistanz. 2022 wurde er im Juni in Berlin nach 2018 erneut Deutscher Meister auf der Triathlon-Sprintdistanz. In der Gesamtwertung der ITU World Championship Series 2022 (Weltmeisterschafts-Rennserie) belegte er als bester Deutscher den neunten Rang.
2023 belegte Lührs hier als zweitbester Deutscher den 13. Rang – hinter Tim Hellwig (Rang 8). Am Ende des Jahres qualifizierte er sich mit dem fünften Platz beim WTCS-Finale in Pontevedra für die Olympischen Spiele 2024, wo er im Juli den 21. Rang belegte.

### Olympische Sommerspiele 2024
Bei den Olympischen Sommerspielen belegte er im Juli 2024 in Paris hinter Tim Hellwig (Rang 18) als zweitbester Deutscher den 21. Rang.
In der gemischten Staffel holte er zusammen mit Laura Lindemann, Tim Hellwig und Lisa Tertsch die Goldmedaille für Deutschland.
Im Herbst musste sich Lasse Lührs eine Haglundferse (knöcherne Vorwölbung am oberen, hinteren Teil des Fersenbeins) operieren lassen.
Nachdem er einige Jahre im spanischen Alicante studiert und gelebt hat, lebt Lasse Lührs heute in Bonn. Er wird trainiert von Christoph Großkopf und Dan Lorang und trainiert im Olympiakader der DTU.

## Auszeichnungen
- Für den Gewinn der Goldmedaille in Paris wurde er zusammen mit Laura Lindemann, Lisa Tertsch und Tim Hellwig am 4. November 2024 vom Bundespräsident Frank-Walter Steinmeier mit dem Silbernen Lorbeerblatt ausgezeichnet.[5][6]

## Sportliche Erfolge
| Datum/Jahr    | Rang | Wettbewerb                                               | Austragungsort       | Zeit     | Bemerkung |
| ------------- | ---- | -------------------------------------------------------- | -------------------- | -------- | --- |
| 12. Juli 2025 | 44   | ITU World Championship Series 2025                       | Hamburg              | 00:54:00 | |
| 18. Aug. 2024 | 1    | Allgäu Triathlon                                         | Immenstadt im Allgäu |          | Sprintdistanz |
| 5. Aug. 2024  | 1    | Olympische Sommerspiele 2024, Mixed Relay                | Paris                | 01:25:39 | in der gemischten Staffel mit Laura Lindemann, Tim Hellwig und Lisa Tertsch                                                 |
| 31. Juli 2024 | 21   | Olympische Sommerspiele 2024                             | Paris                | 01:45:56 | |
| 13. Juli 2024 | 28   | ITU World Championship Series 2024                       | Hamburg              | 00:51:37 | |
| 23. Sep. 2023 | 5    | ITU World Championship Series 2023                       | Pontevedra           | 01:42:44 | Grand Final |
| 6. Nov. 2022  | 7    | ITU World Championship Series 2022                       | Bermuda              | 01:50:12 | |
| 11. Sep. 2022 | 3    | ITU Triathlon World Cup                                  | Karlsbad             | 01:51:42 | |
| 26. Juni 2022 | 1    | DTU Deutsche Meisterschaft Triathlon Sprintdistanz       | Berlin               | 00:51:02 | |
| 11. Juni 2022 | 3    | ITU World Championship Series 2022                       | Leeds                | 00:53:38 | |
| 28. Mai 2022  | 9    | ITU Triathlon World Cup                                  | Arzachena            | 00:55:18 | |
| 14. Mai 2022  | 2    | ETU Triathlon European Cup                               | Caorle               | 00:51:21 | |
| 3. Apr. 2022  | 5    | ETU Europe Triathlon Cup and Mediterranean Championships | Melilla              | 00:47:54 | |
| 18. Sep. 2021 | 13   | ITU World Championship Series 2021                       | Hamburg              | 00:53:39 | Sprintdistanz (750 m Schwimmen, 20 km Radfahren und 5 km Laufen)                                                            |
| 19. Juni 2021 | 2    | ETU Sprint Triathlon European Championship Mixed Relay   | Kitzbühel            |          | Vizeeuropameister Triathlon Sprintdistanz in der gemischten Staffel mit Laura Lindemann, Lisa Tertsch und Jonas Breinlinger |
| 19. Juni 2021 | 15   | ETU Sprint Triathlon European Championships              | Kitzbühel            | 00:32:46 | ETU-Europameisterschaft Triathlon Sprintdistanz                                                                             |
| 14. März 2020 | 11   | ITU Triathlon World Cup                                  | Mooloolaba           | 00:52:38 | |
| 21. Sep. 2019 | 12   | ITU Triathlon World Cup                                  | Weihai               | 01:56:00 | hinter João Silva |
| 15. Juni 2019 | 5    | ITU Triathlon World Cup                                  | Nur-Sultan           | 01:44:32 | |
| 5. Mai 2019   | 2    | ITU Triathlon World Cup                                  | Madrid               | 00:55:51 | [ 7 ] |
| 1. Juli 2018  | 1    | DTU Deutsche Meisterschaft Triathlon Sprintdistanz       | Düsseldorf           | 00:56:30 | Deutscher Meister Sprintdistanz; als Dritter beim T3-Triathlon                                                              |
| 20. Aug. 2017 | 8    | DTU Deutsche Meisterschaft Triathlon Sprintdistanz       | Grimma               | 00:59:09 | Deutsche Meisterschaft Sprintdistanz                                                                                        |
| 26. Juni 2016 | 2    | DTU Deutsche Meisterschaft U23 Triathlon Sprintdistanz   | Düsseldorf           | 00:58:31 | Deutscher Vizemeister auf der Sprintdistanz beim T3 Triathlon                                                               |
| 18. Juli 2015 | 1    | DTU Deutsche Meisterschaft Triathlon Junioren            | Verl                 | 00:53:11 | Deutscher Juniorenmeister Triathlon                                                                                         |
| 11. Juli 2015 | 1    | ETU Triathlon European Championship Junior Men           | Genf                 | 00:57:41 | Triathlon-Europameister Junioren                                                                                            |
| 28. Juni 2015 | 3    | DTU Deutsche Meisterschaft Triathlon U23                 | Düsseldorf           | 00:55:31 | Deutsche Triathlon-Meisterschaft auf der Sprintdistanz (0,75 km Schwimmen, 20 km Radfahren und 5 km Laufen)                 |
| 30. Mai 2015  | 1    | ETU Triathlon European Cup Junior Men                    | Wien                 | 00:58:03 | |

(DNF – Did Not Finish)